# Kevin Amankwaah
Kevin Kwaku Osei-Kuffour Amankwaah (født 19. maj 1982) er en engelsk professional fodboldspiller, der spiller for Bath City som forsvarsspiller.